# 威諾納 (密西西比州)
威諾納（英語：Winona）是一個位於美國密西西比州蒙哥馬利縣的城市。根據2010年美國人口普查，該地共人口5,043人，而該地的面積約為87.80平方千米。同時該地也是蒙哥馬利縣的縣治。

## 地理
威諾納的座標為33°29′20″N 89°43′53″W / 33.48889°N 89.73139°W，而該地的平均海拔高度為116米（即381英尺）。